# 镐港高速动车组列车
镐港高速动车组列车是中国铁路运行于陕西省西安市西安北站至香港特别行政区油尖旺区香港西九龙站间的高速动车组列车，自2025年1月5日起开行，客运里程2260公里，途经陕西省、河南省、湖北省、湖南省、广东省、香港特别行政区五省一区，客运乘务由西安局集团西安客运段担任。其中西安北站至香港西九龙站运行10小时29分，使用车次为G828/825次；香港西九龙站至西安北站运行10小时50分，使用车次为G826/827次。

## 历史
- 2025年1月5日起，原西安北~深圳北G828/825、G826/827次计1对列车延长至香港西九龙站始发终到。[2]
- 2025年7月1日起，增停咸宁北站及漯河西站，北行列车取消停靠英德西站、衡山西站及驻马店西站。

## 使用列车
G828/825、G826/827次列车使用配属西安局集团西安北动车运用所的CR400BF-Z，重联运行。